# Polyalthia viridis
Polyalthia viridis W. G. Craib – gatunek rośliny z rodziny flaszowcowatych (Annonaceae Juss.). Występuje naturalnie w Tajlandii oraz południowo-wschodnich Chinach (w południowej i południowo-zachodniej części Junnanu). 

## Morfologia
PokrójZimozielone drzewo dorastające do 15 m wysokości. Młode pędy są owłosione.
LiścieMają kształt od podłużnego do podłużnie eliptycznego. Mierzą 18–28 cm długości oraz 5–8,5 cm szerokości. Nasada liścia jest ucięta lub zaokrąglona. Blaszka liściowa jest o ostrym wierzchołku. Ogonek liściowy jest owłosiony i dorasta do 10 mm długości.
KwiatySą zebrane w kwiatostany, rozwijają się w kątach pędów. Działki kielicha mają owalny kształt, są owłosione od zewnętrznej strony i dorastają do 3–4 mm długości. Płatki mają podłużnie równowąski kształt i zieloną barwę, osiągają do 30 mm długości.
OwocePojedyncze mają podłużnie elipsoidalny kształt, zebrane w owoc zbiorowy. Są nagie, osadzone na szypułkach. Osiągają 25–40 mm długości i 18 mm szerokości.

## Biologia i ekologia
Rośnie w gęstych lasach. Występuje na wysokości od 600 do 1100 m n.p.m. Kwitnie i owocuje od kwietnia do lipca.